# جوانا مايلز
جوانا مايلز (بالفرنسية: Joanna Miles)‏ هي ممثلة أمريكية وفرنسية، ولدت في 6 مارس 1940 بنيس في فرنسا.

## أعمال

### أفلام
- (1975) مقاتل النهاية
- (1995) القاضي دريد[5][6]

### مسلسلات
- الجيل التالي

## وصلات خارجية
- جوانا مايلز على موقع IMDb (الإنجليزية)
- جوانا مايلز على موقع ألو سيني (الفرنسية)
- جوانا مايلز على موقع أول موفي (الإنجليزية)
- جوانا مايلز على موقع قاعدة بيانات الأفلام السويدية (السويدية)
- جوانا مايلز على موقع قاعدة بيانات الفيلم (الإنجليزية)
- جوانا مايلز على موقع كينوبويسك (الروسية)